# Turkmenistan na Mistrzostwach Świata w Lekkoatletyce 2009
Turkmenistan na Mistrzostwach Świata w Lekkoatletyce 2009 – reprezentacja Turkmenistanu podczas czempionatu w Berlinie liczyła 2 zawodników. Żadnemu sportowcowi z tego kraju nie udało się awansować do finału.

## Występy reprezentantów Turkmenistanu

### Mężczyźni
- Rzut młotem
  - Amanmurad Hommadov z wynikiem 57,39 zajął 33. miejsce w eliminacjach i nie awansował do finału

### Kobiety
- Bieg na 400 m przez płotki
  - Merjen Ishangulyyeva z czasem 1:00,75 zajęła 36. miejsce w eliminacjach i nie awansowała do kolejnej rundy